# Cryptoselenaspidus serra
Cryptoselenaspidus serra är en insektsart som beskrevs av Karl Hermann Leonhard Lindinger 1910. Cryptoselenaspidus serra ingår i släktet Cryptoselenaspidus och familjen pansarsköldlöss.
Artens utbredningsområde är Kamerun. Inga underarter finns listade i Catalogue of Life.